# مسجد السلطان إدريس شاه
مسجد السلطان ادريس شاه هو مسجد ولاية فيرق في ماليزيا، يقع المسجد في مدينة ايبوه عاصمة ولاية فيرق، وبالقرب من النصب التذكاري بيرش.

## التاريخ
بدأ بناء مسجد السلطان ادريس شاه في شهر مايو من عام 1966، وانتهى البناء في شهر أغسطس من عام 1968، وافتتح المسجد رسميا في شهر سبتمبر من عام 1978 من قبل السلطان إدريس شاه الثاني في ولاية بيراك بالتزامن مع احتفاله بعيد ميلاده الرابع والخمسين .

## النقل
مسجد السلطان ادريس شاه يمكت الوصول اليه من مسافة قريبة إلى الشرق من محطة إيبوه من كي تي ام .

## وصلات خارجية
- البوم صور مسجد السلطان ادريس شاه